# آسمان من
آسمان من مجموعه‌ای تلویزیونی در ۳۰ قسمت ۴۵ تا ۵۰ دقیقه‌ای به کارگردانی محمدرضا آهنج است که ابتدا در نوروز سال ۹۴ از شبکهٔ افق و سپس در پاییز سال ۹۴ از شبکهٔ سه پخش شد. این سریال همچنین از شبکه آی‌فیلم بازپخش شده است.

## خلاصهٔ داستان
مجموعهٔ آسمان من روایت پروازی آرام است که البته برای رسیدن به این هدف، افراد زیادی تلاش می‌کنند تا یک پرواز آرام و آسوده به مقصد برسد به عبارتی این سریال، داستان زندگی اشخاصی بی‌ادعاست که سفری خوش را برای مسافران هواپیما آرزو می‌کنند.
قصهٔ سریال از سال ۶۳ آغاز می‌شود. طبق اسناد و مدارک به ثبت رسیده در این سال چند هواپیما ربوده می‌شود که در شش قسمت اول ماجرای این هواپیماربایی‌ها به تصویر کشیده می‌شود و پس از آن با جهش ۲۵ ساله تلاش نیروهای امنیت پرواز (سپاه پاسداران انقلاب اسلامی) برای برقراری کامل امنیت در طی پروازهای مختلف و خنثی‌سازی حرکت گروه‌های تروریستی منعکس می‌شود.

## نگارش سریال
هومان فاضل دربارهٔ نحوهٔ نگارش این سریال گفته: «از اسناد مکتوب و مصاحبه با مسئولین امنیت پرواز و همچنین مشاوره با کارگردان توانستم فیلم‌نامهٔ آسمان من را بنویسم که برخی از اتفاقات سریال بر اساس واقعیت‌ها و برخی دیگر نیز بر اساس تخیل بوده‌است.»

## لوکیشن‌ها
تصویربرداری این سریال در شهرهای ارومیه، بندرعباس، خوزستان، بوشهر، اصفهان و کشورهای هلند، فرانسه و اوکراین انجام شده‌است.

## بازیگران
یکی از ویژگی‌های این سریال تعداد بازیگران آن می‌باشد که حدود ۷۵ بازیگر می‌باشند. سایر بازیگران عبارتند از:
افشین زی‌نوری، حمیدرضا عطایی، ویدا جوان، عمار تفتی، شهرام عبدلی، صالح میرزاآقایی، چکامه چمن‌ماه، امیررضا دلاوری، بهرام ابراهیمی، محمد عمرانی، فرخ نعمتی، مجید مشیری، سیروس کهوری‌نژاد، رامسین کبریتی، امیر کاوه آهنین جان، امیرمحمد زند، امیرعباس محسنی، رحمان باقریان، فرهاد جم، اصغر نقی‌زاده، آتش تقی‌پور، زهره صفوی، احمد کاوری، شیوا خسرومهر، شیما نیک‌پور، رانا قیصرنژاد، نیره فراهانی، تبسم هاشمی، نازآفرین کاظمی، انوش معظمی، مهدی ساکی، محمد مختاری، سولماز حصاری، احمد علامه‌دهر، آرمان صورتگر، احمد نجفی، امیرحسین مدرس، کرامت رودساز، بهرام افشاری، علی آهنج، ابوالقاسم محمدطاهر، روزبه معینی، محمدرضا نوروز، نرگس امینی، سپهراد فرزامی، خسرو پسیانی، آزاده ریاضی، پیمان مقدسی، فرشاد اسدالله‌پور، پروین ملکی، مسعود انتظاری، سینا کرمی، غلامرضا صادقی، صفر کشکولی، حسن کریمخان زند، نیکا خسروآبادی، محمد عفراوی، روزبه اختری، فرخنده فرمانی‌زاده، نوید نوروزی، مجید عبدالعظیمی، محمدمهدی هاشمی، مبینا آتشی، آسیه ضیایی، داوود مقدادی، روهام تدریسی، بابک هادی پور، امیررضا دلاوری، رائد تمیمی، محمدرضا اکبری، وحید الهویی، علی منفرد، شیما مؤمنی، علیرضا مظفری، بابک قادری، محمد بزرگمهر، آیدا مردی، آرش کلهر، مژگان رایگان، حمید نیری، کاوه پرهام، پیمان دارابی، پریچهر موسوی، محمدرضا غیاثی، پیام داداشیان، سمیه عباس‌زاده، احمد سرافراز، احمد شجاعی، ابراهیم اقبال فر، علی ارنوازی، ایرج یاوری فرد، حسین قربانی، احمد مددی، مریم مسعودی، اردوان شبستری، لیلا عزیزی، امیرحسین آصفی، سعید آهنج، علی عباسی